# Бійцівська рибка смарагдова
Смара́гдова бійці́вська ри́бка (Betta smaragdina) — прісноводний вид риб з родини осфронемових (Osphronemidae), підродина макроподових (Macropodusinae).
Видова назва походить від латинського smaragdinus, що означає смарагдовий колір, стосується забарвлення риб.

## Опис
Риби можуть сягати близько 70 мм завдовжки. Тіло видовжене, струнке, майже кругле в перетині. Рот верхній, губи роздуті.
Загальна довжина становить 130—150 % стандартної (без хвостового плавця), висота тіла 25-30 %, а висота хвостового стебла 16-20 % стандартної довжини; довжина голови 27-32 % стандартної довжини. Спинний та анальний плавці розташовані у задній частині тіла. Спинний плавець вузький, має 1-2 твердих і 7-10 м'яких променів, анальний, навпаки, широкий, має 3-5 твердих і 22-27 м'яких променів, позаду він сягає хвостового плавця. У грудних плавцях по 11-15 променів. 29-35 лусок у бічній лінії.
Тіло у дорослих самців має темне червонувато-коричневе забарвлення з блискучими зеленими або синіми цятками на лусках і зябрових кришках, темна облямівка луски утворює на тілі сітчастий малюнок. Червоні промені спинного, анального та хвостового плавців чудово контрастують із яскраво-зеленими або зелено-бакитними барвами їх полотна. На спинному плавці можна помітити косі темні смужки. Черевні плавці темно-червоні з білими кінчиками.
Самки забарвлені значно простіше, основне забарвлення коричневе, вздовж тіла проходять дві мало помітні темні смуги.
Крім відмінностей у забарвленні, самці відрізняються більшим розміром і ширшими плавцями. Навіть черевні плавці у самки короткі.
У цілому вид демонструє дуже гомогенні форму, малюнок і забарвлення.

## Систематичний статус
B. smaragdina належить до комплексу (групи) близьких видів Betta splendens, яка включає B. splendens, B. smaragdina, B. imbellis, B. stiktos, B. mahachaiensis, B. siamorientalis. Від своїх найближчих родичів смарагдова бійцівська рибка відрізняється характерним забарвленням, стрункішим тілом і довшими плавцями.
Аналіз ДНК членів групи Betta splendens і реконструйоване на основі наборів послідовностей COX1 і ITS1 філогенетичне дерево засвідчили існування на північному сході Таїланду, окрім популяції B. smaragdina з типової місцевості, що двох криптичних видів B. sp. (cf. smaragdina). Відмінності між ними за морфологічними ознаками або за поведінкою поки що не були виявлені, що не дає підстав говорити про те, що йдеться про окремі види. Крім того, генетичні дослідження підтвердили монофілію групи видів Betta smaragdina, що включає популяцію з типової місцевості, криптичні види, а також B. stiktos.

## Поширення
Вид поширений в північно-східному Таїланді (плато Корат) та в сусідніх районах Лаосу і Камбоджі. 2018 року була виявлена популяція Betta smaragdina в провінції Канчанабурі на заході Таїланду, поблизу кордону з М'янмою. Точні межі і територія поширення поки погано відомі. Локально смарагдова бійцівська рибка є звичайним або рідкісним видом.
Тропічний прісноводний вид риб, що походить із субтропічних районів із чітким сезонним коливанням клімату. Типовим його місцем проживання є водно-болотні угіддя. Зустрічається в неглибоких болотистих водоймах і заплавах річок, невеликих сезонних трав'янистих болотах, що виникають у сезон дощів, на рисових полях, у придорожніх канавах, струмках і ставках. Це стоячі або із млявою течією водойми з густою рослинністю. Вода в них часто буває каламутна, іноді містить мало розчиненого кисню. Параметри води: температура 24-27 °C, показник pH в межах 6,0-8,0; твердість у межах 5-19 °dH. На заході Таїланду Betta smaragdina була виявлена в озерах, ставках і струмках, що мають чисту воду, що стікає з високих гір.
Місць, придатних для проживання виду, стає все менше. Причиною тому є перетворення земель на сільськогосподарські угіддя, будівництво промислових підприємств і об'єктів інфраструктури та пов'язане з цим забруднення водойм та деградація середовищ існування виду. Другорядну загрозу становить гібридизація з випущеними в природу рибами (переважно Betta splendens), що були виведені в неволі.

## Розмноження, поведінка

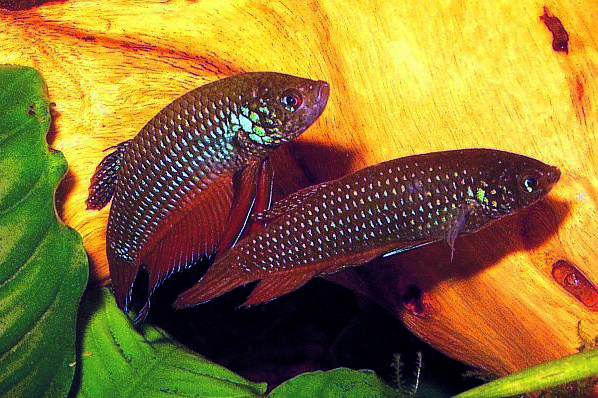

Смарагдова бійцівська рибка належить до числа видів, що будують гнізда з бульбашок повітря. Будівництвом гнізда займається самець, він же згодом доглядає за потомством.
Нерест відбувається у типовий для представників родини осфронемових спосіб, коли самець обгортається навколо самки своїм тілом, і в цей момент риби відкладають і запліднюють порцію ікри. Самець збирає ікринки й укладає їх до гнізда. Личинки вилуплюються з ікри за 24-48 годин, ще 3-4 дні вони залишаються у гнізді, поки не поглинуть запаси жовткового мішка. Весь цей час самець збирає ікру та личинок, що випали із гнізда, й повертає їх назад. Після того, як мальки почнуть вільно плавати, самець втрачає до них інтерес.
Самці B. smaragdina поводяться територіально, особливу агресію вони виявляють у боротьбі за їжу, а також за потенційну партнерку. В момент суперництва їх забарвлення стає інтенсивнішим, розкриваються зяброві кришки, повністю розпускаються анальний, хвостовий і спинний плавці.
Тривалість життя смарагдової бійцівської рибки — 2 роки.

## Комерційне значення
Тайці здавна використовують агресивний характер самців бійцівських рибок при проведенні організованих боїв. На сході Таїланду смарагдову бійцівську рибки масово розводить з цією метою, так само, як сіамську бійцівську рибку (B. splendens) в інших районах країни. Розводять рибок з короткими плавцями. Найбільш агресивні бійці відомі в провінціях Удонтхані та Нонгкай.
Смарагдова бійцівська рибка також є популярним видом у торгівлі декоративними акваріумними рибами, має комерційне значення. З використанням методів селекції та гібридизації зі спорідненими видами B. imbellis, B. mahachaiensis і B. splendens було виведено ряд форм із різним забарвленням, які не зустрічаються в дикій природі.

## Утримання в акваріумі
Уперше смарагдова бійцівська рибка була завезена до Європи (в Німеччину) 1970 року Шаллером, але не набула популярності в акваріумах.
Для утримання цих риб потрібен акваріум місткістю 40 літрів або більше, щільно засаджений рослинами. Рівень води 15 см, температура 24-28 °C, твердість dH 8−10°, показник рН 6,5-7,0.
Betta smaragdina — це відносно мирна бійцівська рибка. Тому можна тримати декілька екземплярів цього виду разом в одному акваріумі. Підходить також до спільного акваріума. Тримаються в середньому та верхньому шарах води.
Беруть будь-які звичайні види кормів, але для забезпечення оптимального здоров'я та забарвлення їм слід регулярно давати дрібний живий корм.
У період нересту самці стають дуже агресивними. Тому, коли разом тримають декількох самців, акваріум повинен бути достатньо просторим, щоб кожен з них мав можливість зайняти власну територію, і не було бійок.
Доволі легко розводяться. Температуру води на час нересту підвищують на 1-2 °C.